# 二五穴
二五穴（にごあな:1）は、千葉県中部に存在するトンネル状の灌漑システムのことである。
名称は、そのトンネルの大きさが「二尺五尺(幅約60cm、高さ約150cm)」であることに由来する:258:3:3。
令和6年3月、千葉県立現代産業科学館が選定する「伝えたい千葉の産業技術１００選」に登録第81号 「房総の二五穴(にごあな)群」として登録された。

## 構造
西谷, 島立 & 大久保 (2014)によると、二五穴は以下の要素から成り立っているとする:300。
- トンネル
- 窓穴
- 開渠

トンネルには、直線的なものと曲線的なものの二種類が存在し、直線的なものは丘陵内を通るものに、曲線的なものは山際において建設された。支保は用いられていない:300が、久留里にて震度5弱が観測された東北地方太平洋沖地震においても崩落した箇所は認められなかった:304。
窓穴はトンネルから外部に向けて掘られた穴である:305。開削を行った際には残土の運び出しのために、開削後においては清掃のために用いられている。窓穴には羽目板が設置されており、羽目板を外したうえで水をごみと共に流し、ある程度時間がたったのちに再び羽目板を戻したうえで、より下流に存在する羽目板を外すことを繰り返すことで、清掃がなされている。二五穴の一つである「蔵玉・折木沢用水」においては10日を費やし、2月半ばから3月にかけてこれを行う。このことは「水をつれていく」と表現される。一部に羽目板がなされていないものがあるが、これは単に「穴」と呼称されている:300-301。
開渠は現在では主にコンクリート製の三面水路が使われており、太平洋戦争以前は素掘り水路であった。小河川を通過する際には掛樋や逆サイフォンが用いられている。1970年（昭和45年）7月1日の水害においては、掛樋と比較して逆サイフォンの被害が少なかったことから、逆サイフォンの利用が増加した:300。

## 二五穴の例

### 蔵玉・折木沢用水
蔵玉・折木沢用水は上総層群黄和田層に建設された二五穴であり、先述の1970年7月1日の水害にも開口部の修復のみで復旧した。明治時代には「亀山村蔵玉台普通水利組合」が管理しており、土地改良法に基づき1952年に組織変更した「亀山村蔵玉台土地改良区」によって管理が行われている:313。
上田 et al. (2014)によると、トンネルのうち直線的なものが3400m、曲線的なものが1300m存在し、上田 et al. (2014)の調査範囲内では73%を占めることが明らかとなった。また取水口と用水の末端との比高は7mであり、勾配はおよそ1/900であることが導き出された:314。
蔵玉・折木沢用水は平山用水が完成した8年後である1844年（天保15年）から計画が存在し、1852年（嘉永5年）11月には役人の見分が行われていた。同月に川越藩の三本松役所（代官所）へ、坂畑村・折木沢村・釜生村・蔵玉村の各地主惣代及び組頭が提出した文書の「蔵玉用水願書」によると、この用水は山間のため田畑が少なく、また干ばつが続いたため、建設を求めたとされる:324。
朝生家は蔵玉村の組頭であり、朝生惣右衛門は発起人の一人であり中心人物でもあった:322。1927年に作成された「千葉県君津郡誌」では上記のように記されている:469。朝生惣右衛門は建設費用として各々の村から支払われた630両のうち350両を負担したとされる:325。しかし、完成後7年間は年貢を免除されており、島立, 西谷 & 大久保 (2014)はこの期間でその費用を回収したと指摘している:327。

### 平山用水
平山用水は二五穴の一つであり、1836年に完成した:1小櫃川上流の水路である:3。亀山湖から君津市平山地区へ水を導くものであり、21か月にわたる工事には延べ39000人が参加したといわれる。平山用水開墾絵馬（久留里城址資料館展示）によると、農業用水不足に起因する困窮を原因として事業が開始された:1。